# برد الشتا (فلم)
برد الشتا فيلم مصري صدر في 2015. بطولة رامز أمير و‌راندا البحيري و‌يوسف شعبان، ضياء الميرغني، شمس، نضال نجم.
الفيلم من تأليف وإخراج بيتر ميمي وكتب أغنياته وأشعاره خالد الشيباني، وإنتاج محمد الكومي، عبد الله منصف، بيتر ميمي 

## ملخص الفيلم
يوسف طبيب حديث التخرج بدأ رحلة طبيب الامتياز وفي أول نوبتجية ليل له في إستقبال مستشفى القصر العينى، في ليلة شتاء باردة، يواجه العديد من السلبيات بسبب قلة الإمكانيات، ويقابل النماذج البشرية المختلفة، ويصدم بنظرة زملائه الأطباء في بداية مشوارهم المهنى، لكونهم أطباء المستقبل.

## الأبطال
- رامز أمير
- راندا البحيري
- يوسف شعبان
- ضياء الميرغني
- نضال نجم
- شمس

## الأغاني
- ملكش مكان - غناء بهاء الحسن - الشاعر خالد الشيباني - الملحن حسن دنيا - الموزع شريف منصور
- برد الشتا - غناء أحمد شوقي - الشاعر خالد الشيباني- الملحن مديح محسن - الموزع محمد قطان